# Песочный человек (фильм, 1994)
«Повелитель кошмаров» (англ. Sleepstalker) — американский фильм ужасов 1995 года. В российском прокате также фигурировал под названием «Песочный человек».

## Сюжет
Серийный убийца Песочный человек приговорён к смертной казни. Перед ней к нему в камеру допускают священника, тайного союзника убийцы и колдуна вуду. Его заклятие позволяет душе песочного человека покинуть после казни своё тело и вселяться в новое — песочное. И продолжать охоту на своих жертв.

## В ролях
- Майкл Харрис — Песочный человек
- Джей Андервуд — Гриффин
- Кэтрин Моррис — Мэган
- Майкл Д. Робертс — священник
- Уильям Лакинг — Бронсон Уорт
- Кэтлин МакМартин — Дана

## Создатели фильма
- Режиссёр — Тури Мейер
- Авторы сценария — Аль Септейн, Тури Мейер
- Продюсеры — Луиджи Чинголани, Брайан Патрик О’Тул, Аль Септейн
- Редактор — Фредерик Уорделл
- Композитор — Джим Мэнзи
- Оператор — Майкл Войцеховски

## Дополнительная информация
- Премьера фильма
  - в марте 1996 года в Великобритании
  - 20 марта 1998 года в Таиланде

- В картине звучит песня «Sleep Baby Sleep» Терезы Стрэйли.